# Azulejo

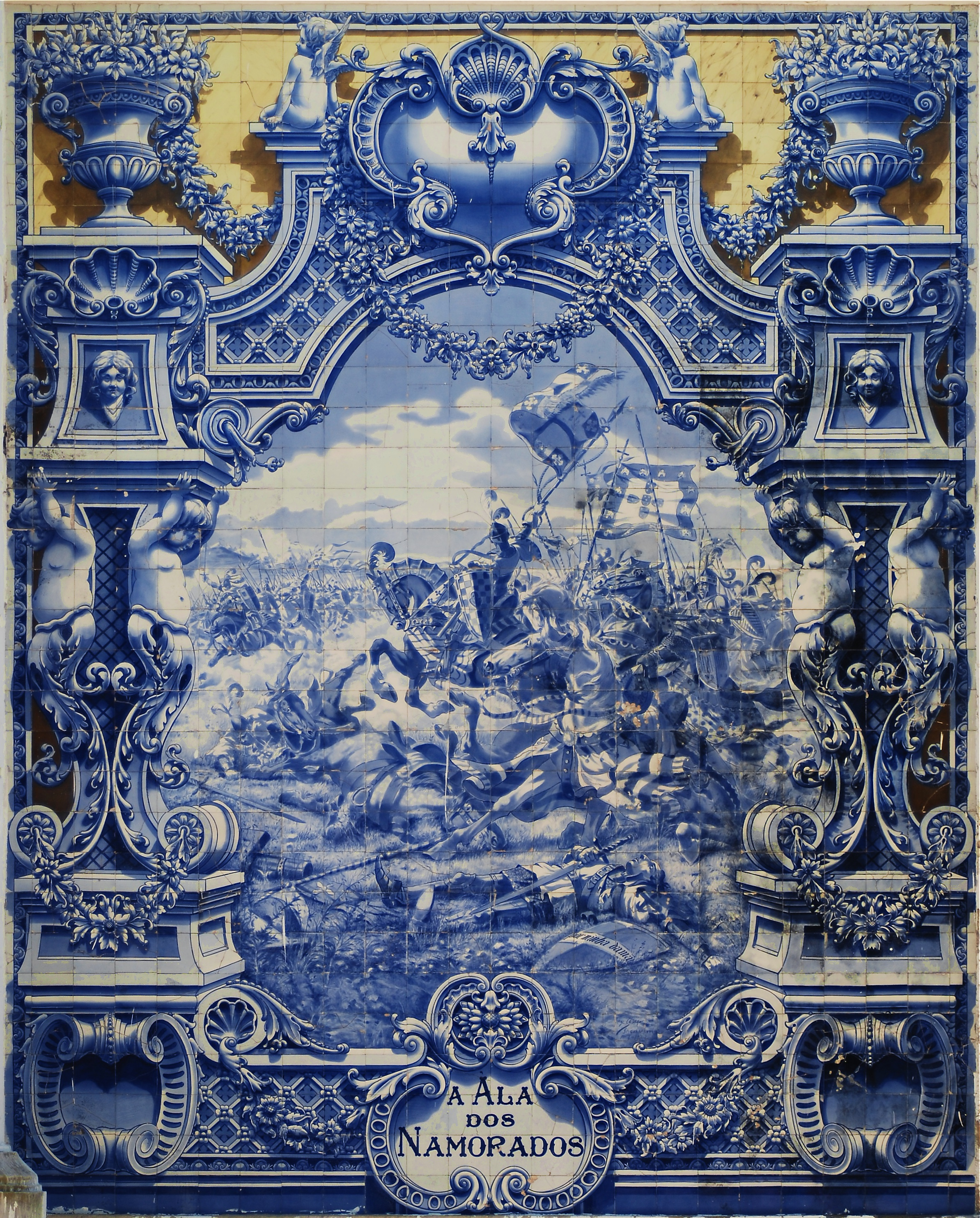
A Ala dos Namorados - Azulejo de Jorge Colaço (1922) ce ilustrează un episod al bătăliei de la Aljubarrota.

„Azulejos” este cuvântul portughez de origine arabă pentru placa de ceramică decorată. Termenul azulejo desemnează o piesă de ceramică subțire, în general, pătrată, una din fețe fiind emailată, rezultată în urma coacerii unei substanțe pe bază de smalț care devine impermeabilă și strălucitoare. Această față poate fi monocromă sau policromă, netedă sau în relief. Utilizarea tradițională a faianței decorative în arhitectura exterioară și interioară a locuinței este comună mai multor țări: Spania, Italia, Olanda, Turcia, Maroc, Iran. Dar în Portugalia, arta azulejos s-a dezvoltat - în peste 500 de ani - într-o formă aparte de expresie artistică.

## Arta faianței pictate
În general, azulejo se folosește foarte mult în arhitectură pentru placarea suprafețelor interioare sau exterioare sau ca element decorativ izolat.
Temele oscilează între relatarea de episoade istorice, scene mitologice, iconografie religioasă și o gamă extinsă de elemente decorative (geometrice, vegetale, etc.) aplicate pe pereți, în palate, grădini, edificii religioase (biserici, mânăstiri), imobile și locuri publice.
Cu diferite caracteristici, acest material a devenit un element de construcție răspândit în diverse țări, în Portugalia fiind asumat ca un important suport pentru expresia artistică națională de-a lungul a mai mult de cinci secole. Acest material convențional e folosit pentru costurile sale reduse, și posibilitățile mari de calificare estetică a unui edificiu. Azulejo e considerat azi ca una din producțiile cele mai originale ale culturii portugheze, care se prezintă într-o carte ilustrată printr-o mare bogăție cromatică, nu numai istoria, dar și mentalitatea și gusturile fiecărei epoci.
În prezent, azulejo e căutat mai puțin pentru valoarea decorativă, cât mai ales pentru caracteristicile impermeabilizante, folosindu-se foarte mult în bucătării, băi și alte spații.
Azulejos le vezi peste tot, dar mai ales în marile orașe - Lisabona și Porto, unde șiruri întregi de case sunt acoperite de jos până sus de plăcile colorate, mai cu seama în culorile tradiționale albastru și alb, dar și în alte culori. De altfel, aici se găsesc și cele mai importante ateliere de azulejos din țară, care au creat curente și au „născut” celebri artiști decoratori ai ultimelor două secole.
Producția locală de faianță a început la puțin timp după sosirea prototipurilor seviliene geometrice. Cele mai timpurii, folosite mai ales în interiorul bisericilor, au fost mai ales în nuanțe de albastru, cu modele care s-au fixat în timpul arderii prin separarea culorilor, folosind ulei din semințe de in sau puțin lut. Calitatea a crescut odată cu introducerea tehnicii italiene majolică, în care plăcile erau acoperite cu faianță albă, pe care vopseaua putea fi aplicată direct. Această libertate mai mare a permis o exprimare mai artistică.
Următorul salt a fost introducerea albastrului Delft din Olanda. Portughezii au fost extrem de încântați și acest albastru a dominat producția de țigle pentru o perioadă, dar până la mijlocul secolului al XVIII-lea s-a produs o revenire la țiglele de înaltă calitate, policrome. În timpul reconstruirii Lisabonei după marele cutremur din 1755, cererea de țigle a crescut. Pentru a satisface cererea s-au deschis fabrici noi dar, în mod inevitabil, standardele artistice au scăzut și portughezii au fost nevoiți să importe multe țigle. Cel mai bun loc de-a sesiza dezvoltarea țiglelor este „Museu Nacional do Azulejo” (din portugheză Muzeul Național de Azulejo), în Lisabona.

## Istoric
Secolul al XV-lea

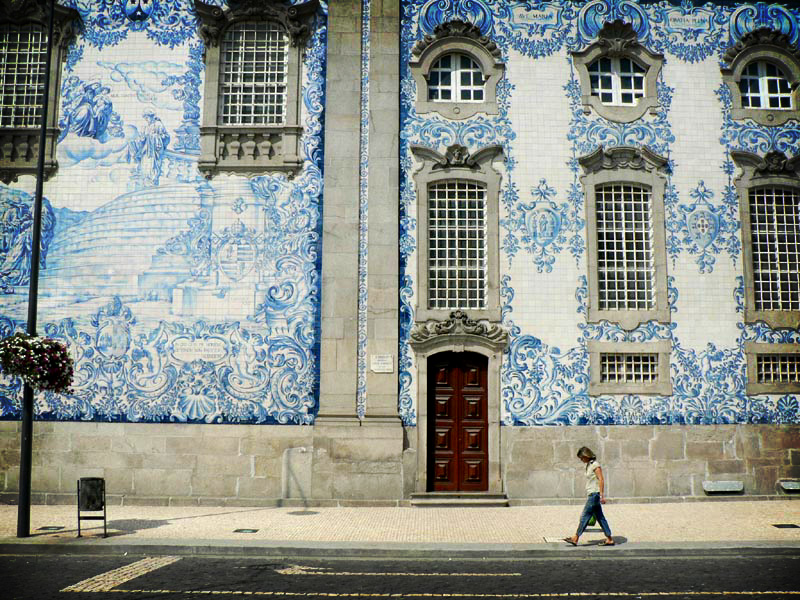
Azulejo în Porto

Această artă, a faianței pictate, a pătruns în Portugalia și Spania prin intermediul maurilor care, la rândul lor, au deprins acest meșteșug de la perși. Denumirea de azulejo derivă de la cuvântul arab: الزليج (al zulayj) : Zellige, însemnând „piatră mică”. Acestă orgine explică puternica influență arabă în multe plăci pictate: încrucișarea curbiliniilor, geometria și motivele florale. Orașul spaniol Sevilia a devenit principalul centru al industriei ceramicii Hispano-Moresque, folosind tehinici vechi de cuerda seca ('sfoară uscată') și cuenca.
Începuturile azulejos din Portugalia în secolul al XV-lea, au fost cu țigle de coardă uscată (cuerda seca) și azulejos alicatados (mozaic de tablouri de faianță) preluate din tradiția maură. După o vizită a regelui Manuel I din 1503 în Sevilia, s-au importat câteva astfel de placi de faianță. Ele erau smălțuite, cu singură culoare și decorate cu modele geometrice. Au fost aplicate pe ziduri și folosite la pavajul podelelor, după cum se poate vedea în câteva camere ale Palatului National Sintra, în special în camera arabă ce include și famiosul cuenca din ceramică cu sferă armilară, simbolul regelui Manuel I. Portughezii au adoptat de la mauri „frica față de spațiile goale”, astfel, au acoperit zidurile complet cu azulejos.
Secolul al XVI-lea
Azulejos au început să fie folosite în cantități însemnate pentru a acoperi zidurile, o dată cu sfârșitul secolului al XV-lea și începutul celui de-al XVI-lea. O colecție deosebită hispano-maură de azulejos se găsește la „Museu da Reinha D. Leonor” (din portugheză Muzeul Reinha D. Leonor) din Beja, Portugalia (fostul Convento da Conceição). 

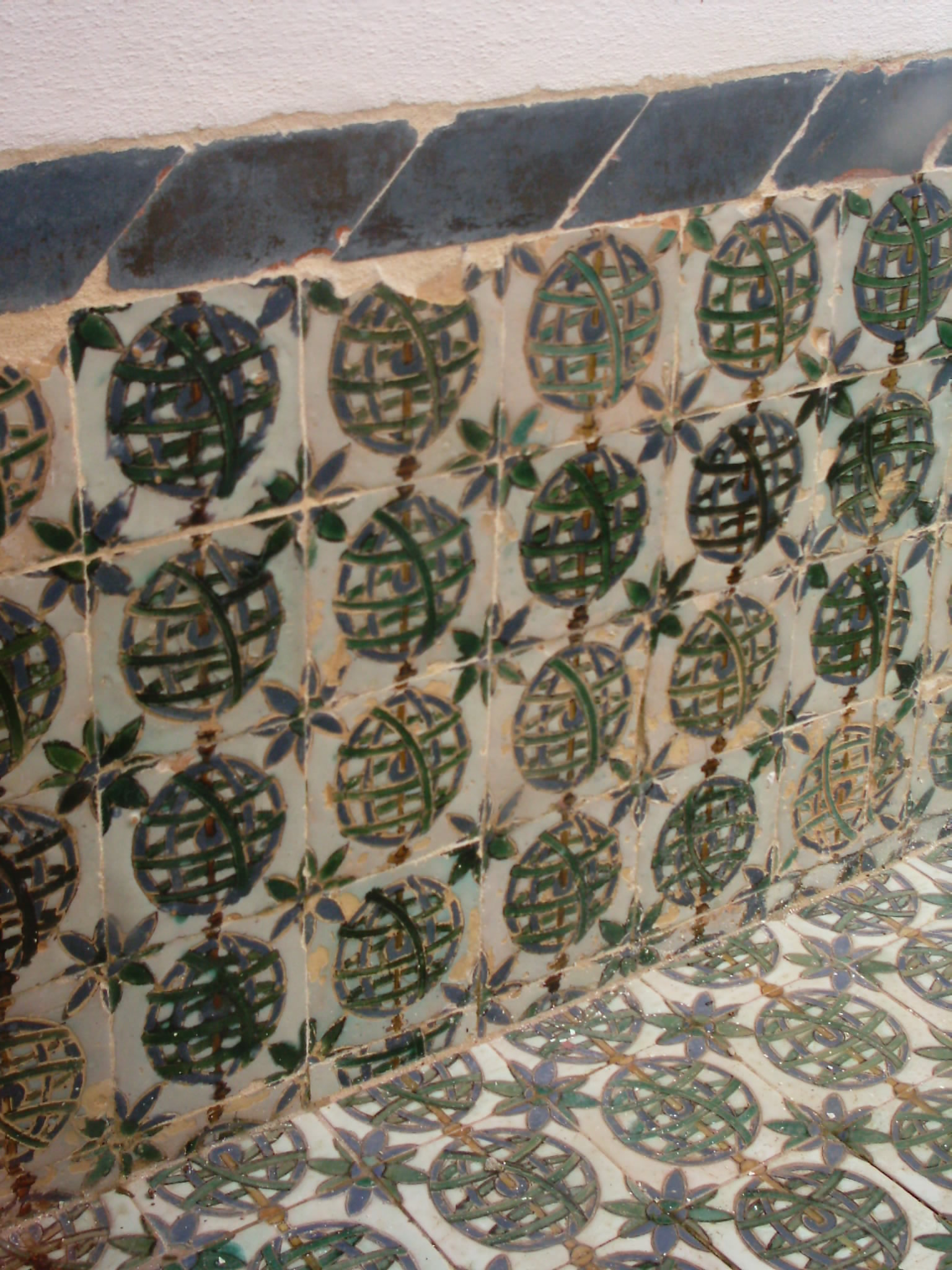
Azulejo cu sfera armilară Palatul Național Sintra (secolul al XV-lea)

După ce portughezii au cucerit Ceuta în 1415, ei s-au familiarizat cu tehnica azulejo. Însă până la jumătatea secolului al XVI-lea, portughezii au continuat să se bazeze pe importurile străine, în special pe cele din Spania, dar de asemenea, într-o măsură mai mică, pe cele din Antwerp (cum ar fi penelul lui Jan Bogaerts în Paço Ducal, Vila Viçosa, Alentejo) și Italia (cum ar fi Bunavestire de Francisco Niculoso în Évora, și Orazio Fontana)
Când olăriile din Spania, Flandra și Italia au venit în Portugalia, la începutul secolului al XVI-lea, și și-au stabilit atelierele aici, au adus cu ele tehnica majolică (ce face posibil pictatul direct pe faianță). Această tehnică a permis artiștilor o mai mare libertate în compozițiile lor.
Unul dintre maeștri locali ai secolului al XVI-lea era Marçal de Matos, căruia îi sunt atribuite lucrările Susanna și strămoșii (1565) din Quinta da Bacalhoa, Azeitão, cât și Adorarea Magilor (în „Muzeul Național de Azulejos” din Lisabona). Miracolul Sfântului Roque (din biserica Sf. Roque, Lisabona) este prima compoziție portugheză de azulejo(1584). Această lucrare este opera lui Francisco de Matos, probabil nepotul și discipolul lui Marçal de Matos. Ambii s-au inspirat din picturile Renașterii și a le Manierismului cât și din gravurile din Italia și Flandra.
Acest fapt a avut o importantă repercusiune în industria ceramicii, ducând la policromia țiglelor din tablourile ce vor aparține stilului renascentist (azulejo renascentista), așa cum este Biserica S. Roque din Lisabona, iar mai târziu stilul Manierist Hispano-Flamand (azulejo maneirista), pe care-l întâlnim în Capela de Sto. Amaro, Lisabona. Cele mai multe azulejo prezintă alegorii ori scene din mitologie, scene biblice, scene din viața sfinților sau scene de vânătoare. În aceeași biserică a Sfântului Roque, putem întâlni punctul de diamant în azulejos (ponta de diamante) cu carouri zugrăvite în efectul trompe l'oeil și grotesc, în stilul atelierelor de ceramică din Sevilia. Acest grotesc cu reprezentări bizare a fost folosit până la sfârșitul secolului al XVIII-lea.
Spre sfârșitul secolului al XVI-lea, azulejo ecosez (azulejos enxaquetado) a fost folosit ca decor pentru arii mai extinse, ca de exemplu în biserici și mânăstiri. Așezate simlpu în diagonală, plăcile albe au fost înconjurate de pătrățele albastre.
Secolul al XVII-lea

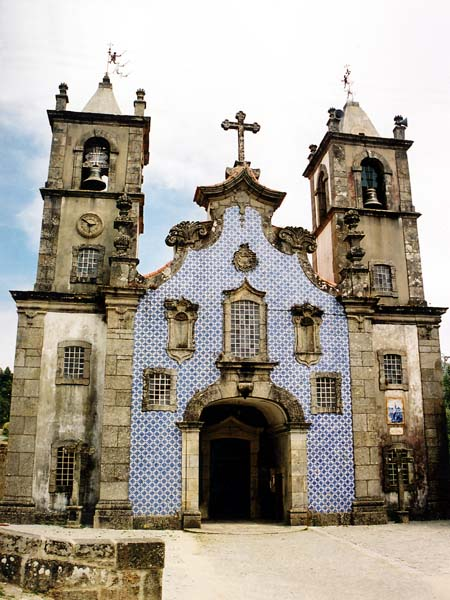
Azulejo ecosez la intrarea în Biserica Matriz de Cambra, Vouzela

Ulterior aceste plăci albe de faianță au fost înlocuite cu plăci policrome (enxaquetado rico) ce au creat un cadru complex precum este cel din Biserica Sf. Maria de Marvila în Santarém cu un interior ce prin decorațiunile sale face ca acestă biserică să fie unică în Portugalia.
Când țiglele în diagonală au fost înlocuite de modele în formă orizontală, s-a obținut un nou design cu diferite motive, îmbinând stilul Manierist cu reprezentările de trandafiri și camelii (uneori trandafiri și ghirlande).  De altfel, au fost introduse și scene ce prezintă viața lui Iisus sau a sfinților.
Există și un alt stil de azulejo care prin alcătuirea sa se aseamănă cu covoarele ori cu tapetul (azulejo de tapete). Acest fel de azulejo a cunoscut o largă răspândire în timpul secolul al XVII-lea. Cele mai bune exemple se pot întâlni în Igreja do Salvador, Évora, Igreja de S. Quintino, Obral de Monte Agraço, Igreja de S. Vicente, Cuba (Portugalia) și capela universității din Coimbra.
Deseori, azulejo a fost folosit și ca antependium , imitând fața de masă a altarului. Compoziția poate fi alcătuită dintr-o singură piesă, ori compusă din două-trei secțiuni. Câteva antependiumuri din secolul al XVII-lea imitau materialele textile orientale. Franjurii aurii ai panzei ce acoperea altarul au fost pictați la marginea antependiumului și inlocuiți cu diferite motive în culori de galben. Acest procedeu, al azulejo-ului folosit ca antependium, este specific Portugaliei si a fost folosit in secolele al XVI-lea, al XVII-lea si al XVIII-lea. Exemple remarcabile cu acest fel de azulejo se găsesc la Spitalul Sta. Marta din Lisabona, în Biserica Almoster și la Mânăstirea de Buçaco.
Un alt tip de azulejo, ce se numește aves e ramagens (păsări și rămuriș), a fost la modă între anii 1650 și 1680. Acest stil a fost influențat de reprezentările grafice de pe materiale textile importate din India: simboluri Hindi, flori, animale și păsări.
În a doua jumătate a secolului al XVII-lea, artistul spaniol Gabriel del Barco Y Minusca a introdus în Portugalia țiglele bazate pe alb și pe nuanțele de albastru de Delft din Olanda. Atelierele lui Jan van Oort și Willem van der Kloet din Amsterdam au creat numeroase paneluri pentru clienții portughezi mai înstăriți, cum au fost, spre exemplu, panelurile pentru Palatul Marchizilor de Fronteira din Benfica (Lisabona). Dar cand regele Pedro al II-lea a oprit toate importurile de azulejo între anii 1687 și 1698, atelierul lui Gabriel del Barco a preluat toată producția. Ultima producție majoră din Olanda a fost livrată în 1715. Curând, portughezii vor învăța și vor produce singuri panelurile alb-albăstrii, ce vor înlocui modelele decorative de până atunci.

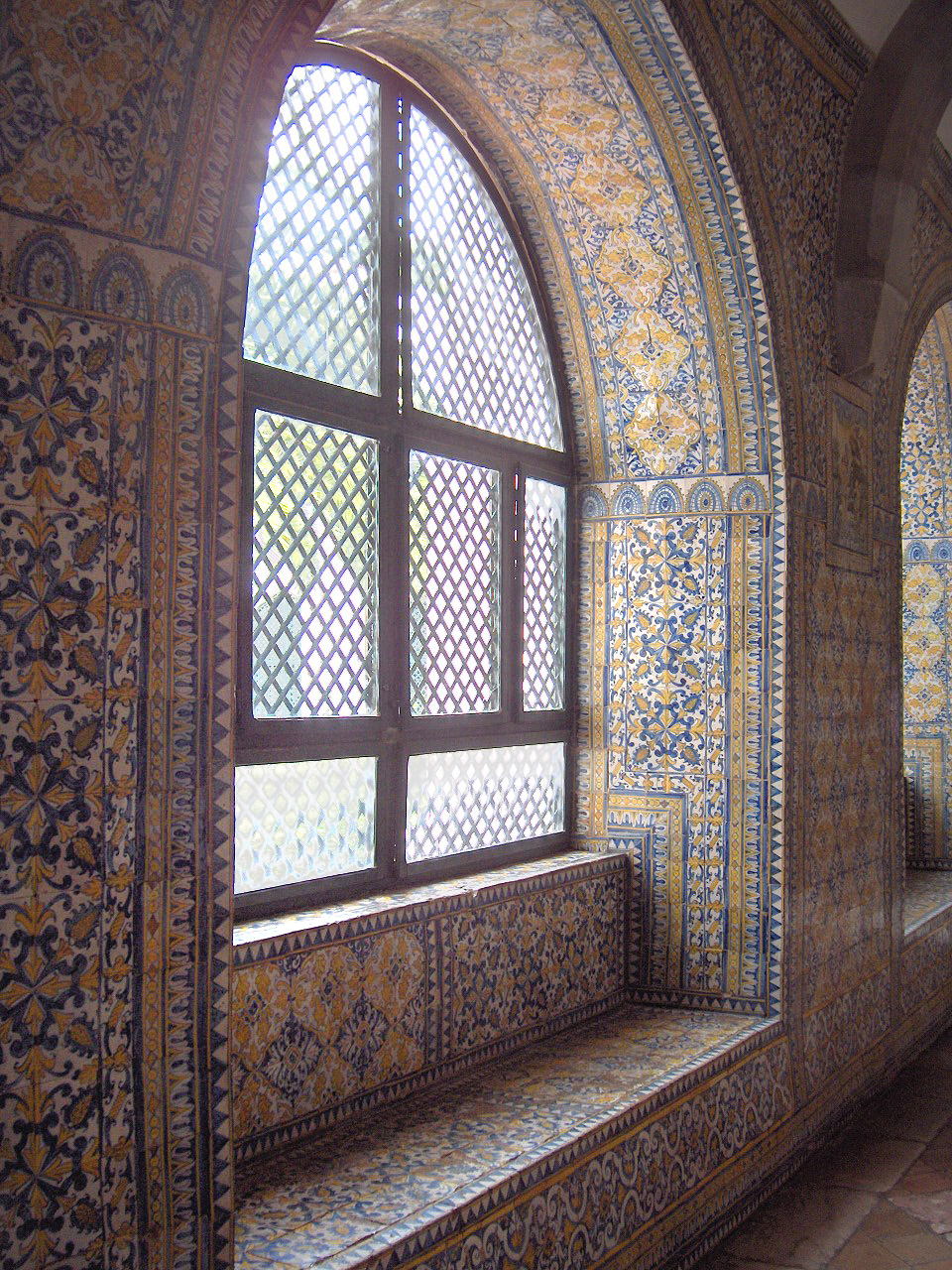
Azulejo covor Museu da Reinha D. Leonor; Beja
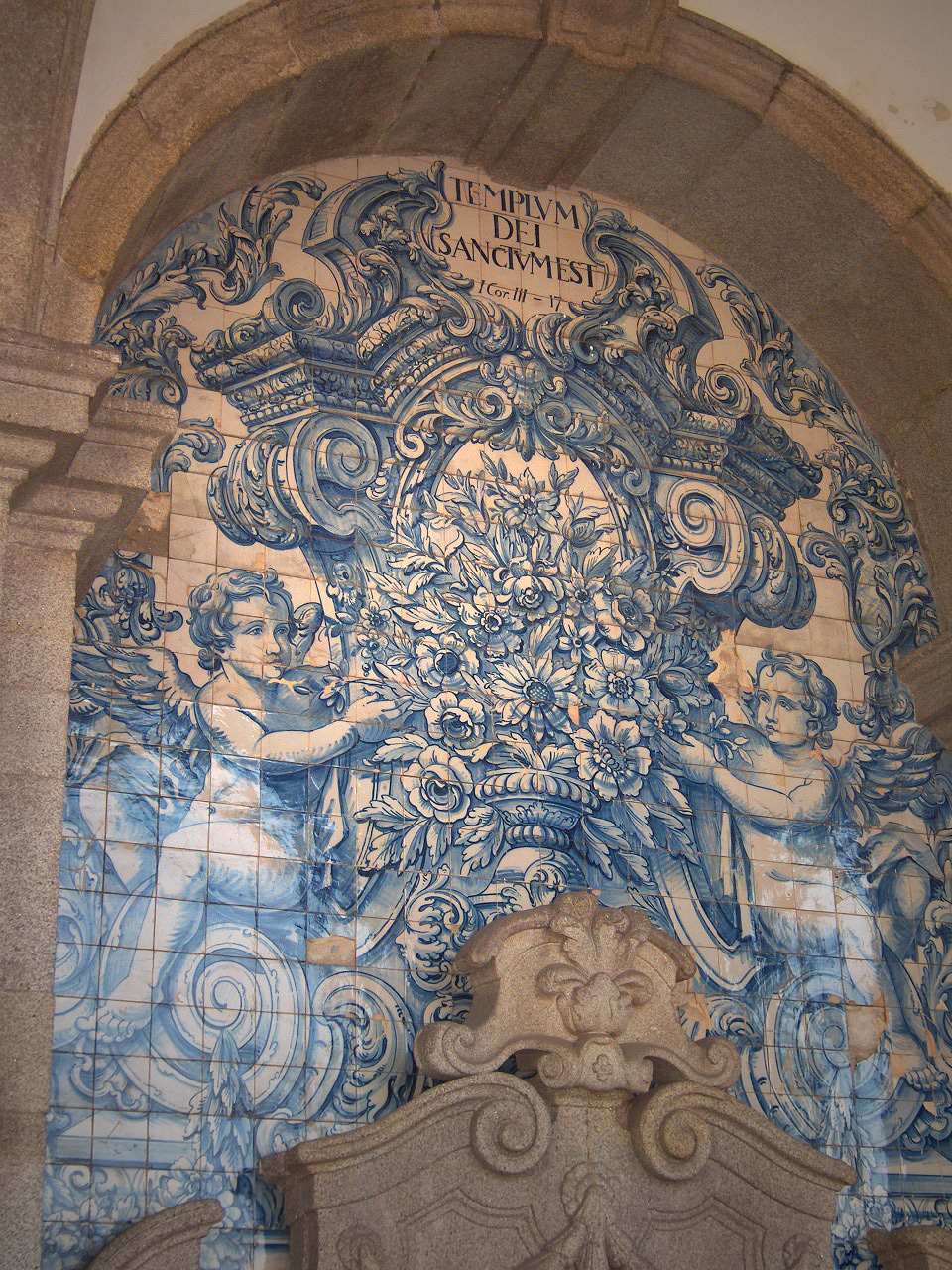
Albarrada, vas de flori de Valentim de Almeida (între 1729 şi 1731); Catedrala din Porto
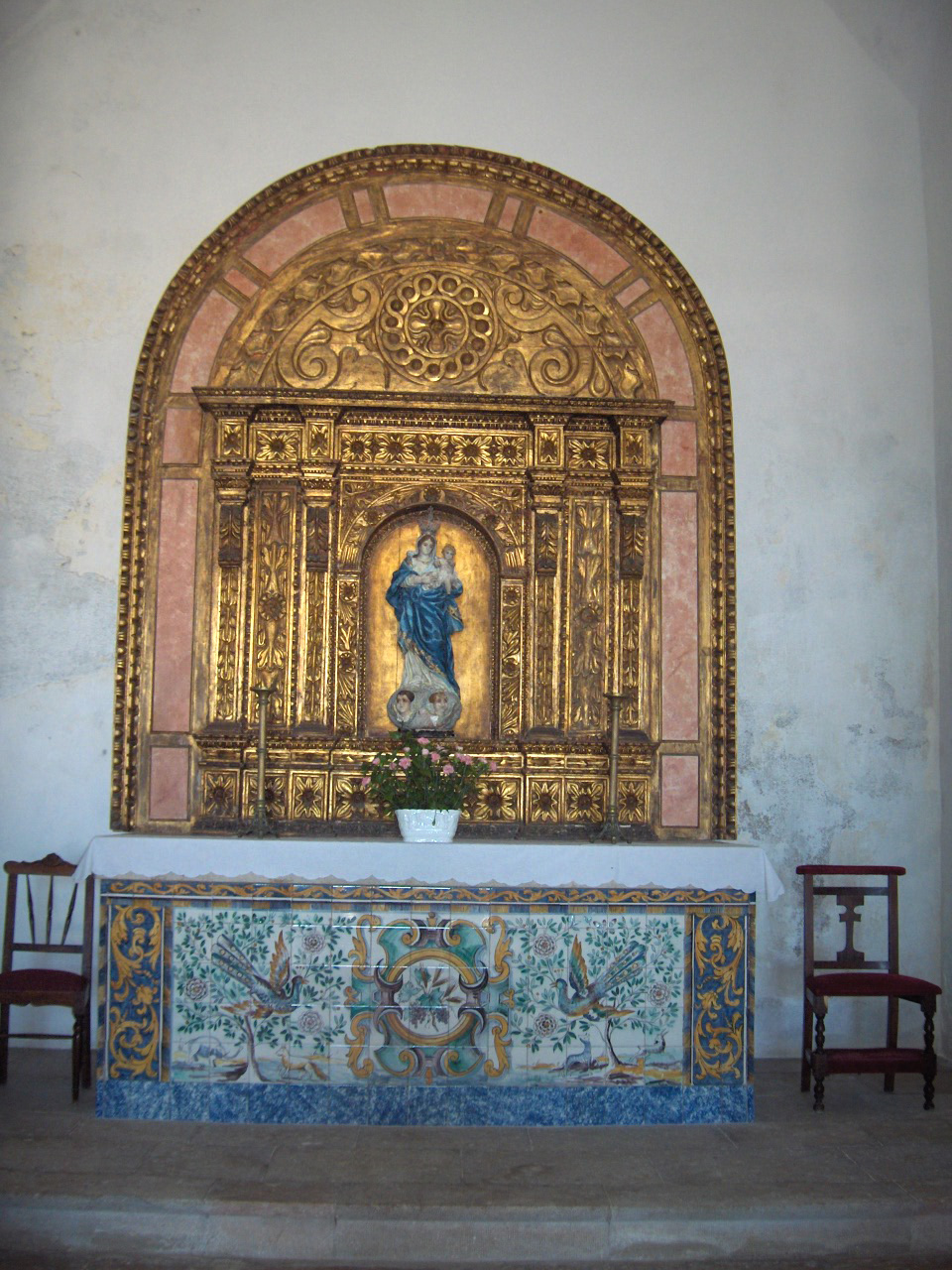
Antependium cu azulejos Biserica Nossa Senhora da Graça; Sagres

Secolul al XVIII-lea
Intervalul de timp dintre sfârșitul secolului al XVII-lea și începutul celui de-al XVIII-lea a fost numit ca fiind „Perioada de aur a Azulejo”. Producția în masă de azulejo nu a fost determinată neapărat de cererea internă ci, de asemenea, veneau comenzi și din Brazilia. Ulterior, comenzile mari au fost înlocuite de utilizarea, mai puțin costisitoare, a modelelor de azulejo mai modeste. Astfel, biserici, mânăstiri, palate și chiar și casele obișnuite au fost acoperite prin interior și pe exterior cu azulejo, multe cu exuberante elemente baroce.
Cei mai cunoscuți designeri de la începutul secolului al XVIII-lea au fost: António Pereira, Manuel dos Santos, atelierul lui Antonio de Oliveira Bernardes și fiul său Policarpo de Oliveira Bernardes; Meșterul PMP (cunoscut doar după monograma sa) și colaboratorii acestuia Teotónio dos Santos și Valentim de Almeida; Bartolomeu Antunes și discipolul său Nicolau de Freitas. Deoarece creațiile lor coincid cu domnia regelui João V (1706 - 1750), stilului ce a dominat arta azulejo în această perioadă i s-a spus Stilul Joanin.
În timpul aceleiași perioade a apărut pentru prima dată „figura de invitație” (figura de convite) inventată de Meșterul PMP și produsă în secolele al XVIII-lea și al XIX-lea. Aceste paneluri înfățișau din profil diferite chipuri (infanteriști, halebardieri, nobili sau domnișoare cu o toaletă elegantă) în mărime naturală și erau așezate la intrarea într-o clădire. Scopul lor era de-a întâmpina vizitatorii. Acest obicei se întâlnește doar în Portugalia.
În anii 1740, societatea portugheză va prefera în locul panelurilor mari pe cele mici și delicate în stilul Rococo. Exemple ce prezintă această tendință sunt reprezentate de fațadele și grădinile Palatului Ducilor de Mesquitela în Carnide (Lisabona) și de Corredor das Mangas în Palatul Național Queluz.
În timpul reconstrucției Lisabonei după Marele Cutremur din 1755, proiect dirijat de Marchizul de Pombal, au apărut pe clădirile de curând construite paneluri de azulejo religios pentru a ocroti respectivele edificii de dezastrele viitoare.
Secolul al XIX-lea
În prima jumătate a secolului al XIX-lea producția de azulejo a stagnat și asta datorită invaziei armatei napoleoniene în Portugalia cât și datorită schimbărilor social-economice de mai târziu. După aceea, în Lisabona, ca și în Porto, au apărut fabrici de azulejo ce utilizau diverse metode de prelucrare a faianței.

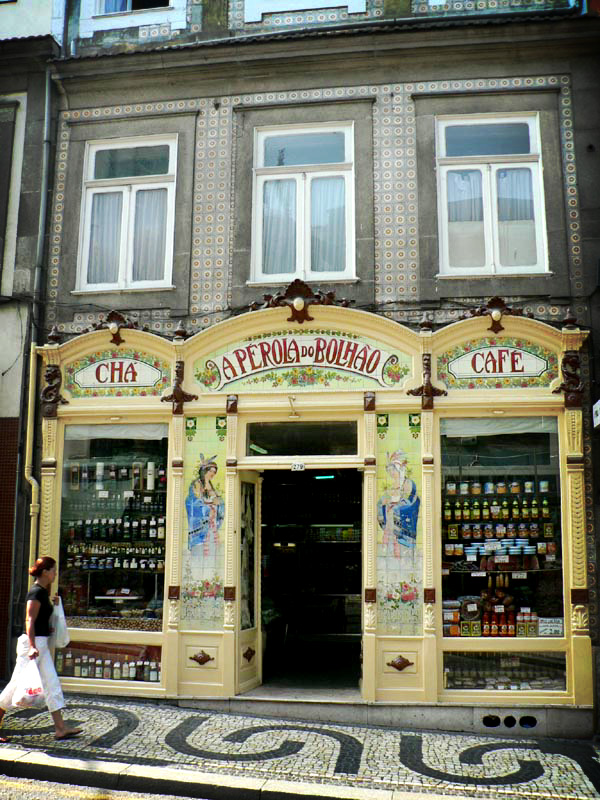
Art Nouveau azulejos în Porto

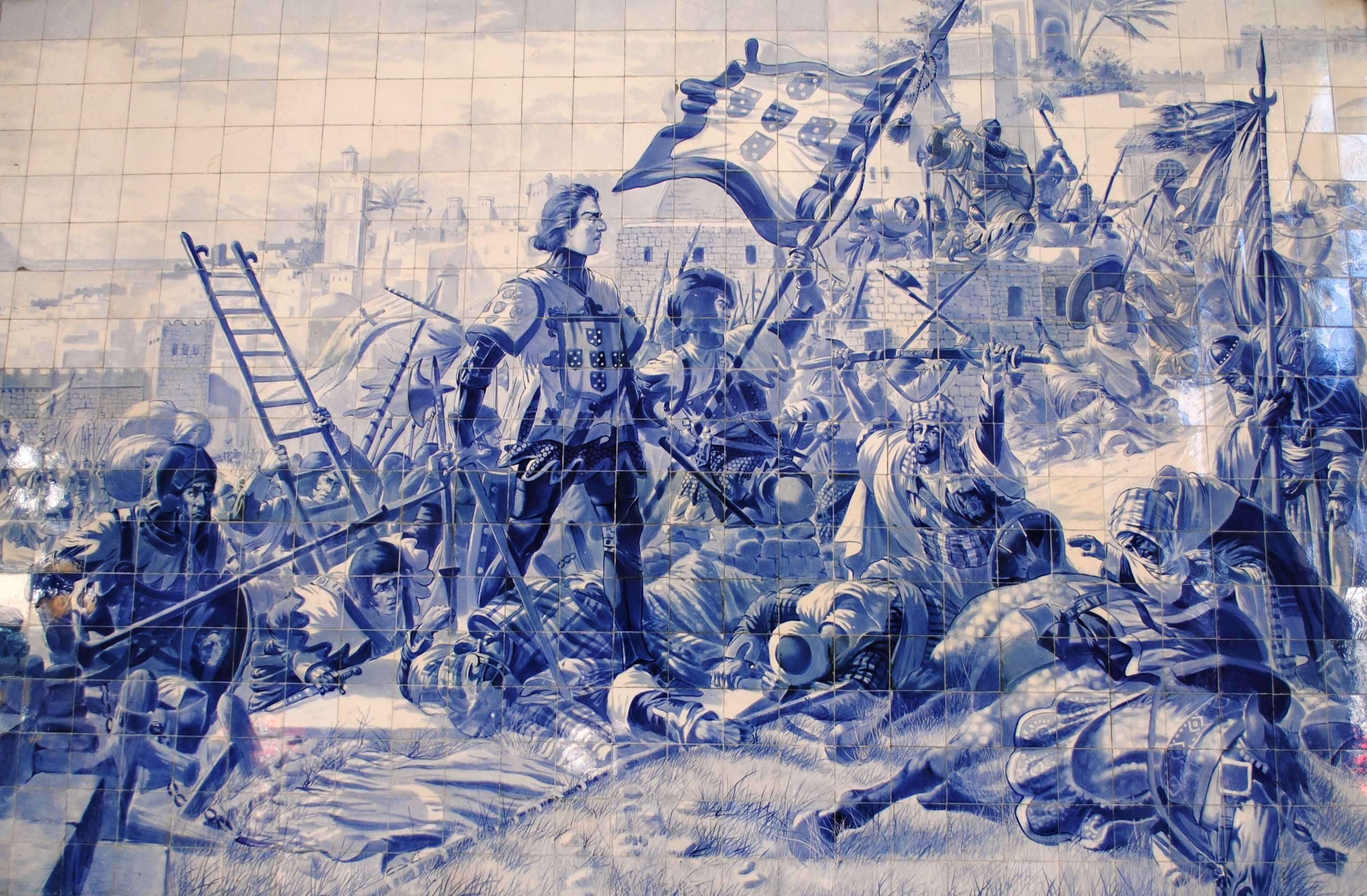
Azulejo de Jorge Colaço (1864-1942) în stația de metrou São Bento, în Porto: Henry Navigatorul în timp ce cucerea Ceuta.

Luis Ferreira, directorul fabricii Viúva Lamego din Lisabona, a acoperit întreaga fațada a acesteia cu azulejo ce prezintă scene alegorice. El a produs un panel, cunoscut și ca Ferreira das Tabuletas, cu vaze de flori, copaci și figuri alegorice folosind tehnica trompe-l'oeil. Acest panel reprezintă un remarcabil exemplu al culturii romantice eclectice de la sfârșitul secolului al XIX-lea.
Secolul al XX-lea
La trecerea dintre secole, și-a făcut apariția azulejos Art Nouveau fiind promovat de artiști ca Rafael Bordalo Pinheiro, Júlio César da Silva și José António Jorge Pinto. În 1885 Rafael Bordalo Pinheiro și-a deschis o fabrică de ceramică în Caldas da Rainha, unde el a creat multe lucrări de ceramică și design, fapt pentru care orașul a devenit cunoscut. În cadrul acestei fabrici există și un muzeu, São Rafael.
În jurul anilor 1930 a apărut azulejos Art Deco a cărui reprezentant principal a fost António Costa. O importantă și amplă lucrare în acest stil, constând în 20,000 de azulejo, a fost făcută de Jorge Colaço în stația de tren São Bento din Porto. Această creație de azulejos se inscrie printre cele mai importante din secolul al XX-lea. În această perioadă s-au manifestat și alți artisti ce au creat azulejo, cum ar fi:  Mário Branco și Silvestre Silvestri, ce a decorat în 1912 o parte din fațada Bisericii Carmo, și Eduardo Leite cu lucrarea sa din Capela Almas.
Principalii artiști contemporani sunt: Jorge Nicholson Moore Barradas, Jorge Martins, Menez și Paula Rego. Maria Keil, timp de 25 de ani (1957 - 1982) s-a ocupat de designul unor largi paneluri din stațiile de metrou din Lisabona.
În prezent, cea mai importantă și mai cunoscută colecție de azulejo din lume se află la „Muzeul Național de Azulejo” din Lisabona.

## Tematica decorativă

Azulejo religios: „Maica Domnului de la Carmo”, Coimbra, 1770 - 1780

- „Albarrada”: motiv decorativ independent (sec. al XVII-lea) ce se poate repeta (sec. al XVIII-lea) și care constă în buchete de flori dispuse în vaze, coșuri, cupe, alăturat apărând și alte elemente figurative (păsări, copii, sau delfini). În caz că se repetă, de pildă, de-a lungul unui perete, pot exista alte elemente de separație (arhitectonice sau vegetale).

- „Alminha”: panou de azulejo de dimensiuni reduse, sau ca element autonom, cu decorație alegorică reprezentând sufletele în purgatoriu. La baza lui pot aparea inițialele P.N. (Tatăl Nostru) sau A.V. (Ave Maria).

- „Atlante”: figură sculptorică masculină foarte folosită în antichitatea clasică substituind un element în coloană. Foarte folosit ca motiv decorativ în panouri de azulejo în secolul al XVII-lea și al XVIII-lea.

- Azulejo în pătrățele: plăci de azulejo grupate formând o rețea geometrică în șah folosind elemente alternative de culori diferite. Motiv aplicat în Portugalia din secolul al XVI-lea până la jumătatea secolului al XVII-lea.

- Azulejo desperecheat: unde fiecare azulejo reprezintă o compoziție izolată (floare, animal, etc, sau chiar descrierea unor scene mai complexe). În Portugalia s-a divulgat mai ales genul de figura simplă în albastru în secolul al XVIII-lea cu elemente decorative în colțuri ajutând la unirea vizuală între diferitele azulejuri. Aplicate mai ales în bucătării și rampe de scară, apar de asemenea în arhitectura religioasă și cu teme populare în secolul al XX-lea pe vremea Statutului Nou deja. Compozițiile mai complexe s-au răspândit prin azulejo olandez.

- Azulejo model: azulejuri în grupuri de 2x2 până la 12x12 care alcătuiesc o anume compoziție și care, după ce se repetă de mai multe ori, formează un model (de pildă, azulejuri covor).

- Azulejo covor: azulejuri în număr mare, pentru placarea pereților, prin multiplicarea anumitor modele formând un model policrom. Acestui model i se pot adăuga ornamente, chenare, prezentându-se în ansamblu asemeni unui covor.

- Balustru: stâlp scurt folosit ca element arhitectonic în balustrăzi și care apare ca motiv decorativ în azulejuri în secolul al XVIII-lea pentru a crea efecte spațiale optice.

- Chenar: încheiere orizontală și verticală (de exemplu, în panouri) compusă din două sau mai multe rânduri de azulejo adiacente cu motive decorative variate.

- „Cartela”: motiv decorativ cu apogeu în baroc care servește ca fond unei anumite imagini sau scene pentru a o detașa de elementele din jur. Poate avea forma unui pergament sau scut, colțurile răsucite sau decorațiunile vegetale închipuind rama.

- Figura de invitație: caracteristică secolului al XVIII-lea și al XIX-lea, această figură reprezintă o persoană (lacheu, doamnă, războinic) în costumul specific epocii și e situată la intrarea unei locuințe de nobil (atriu, scara, etc.) în gest de bun venit, ca și cum ar primi musafirii ce sosesc. Simbol al protocolului aristocratic, al puterii și opulenței. Azulejo produs în mărime naturală având conturul decupat.

- Panouri narate: panouri descriptive reprezentând o anumită întâmplare sau scenă istorică, religioasă, mitică sau din cotidian.